# أت توتان
أت توتان هي قرية في مقاطعة مشكين شهر، إيران. عدد سكان هذه القرية هو 15 في سنة 2006.